# Хангалов, Матвей Николаевич
Матве́й Никола́евич Ханга́лов (16 сентября 1858 — 17 февраля 1918) — бурятский этнограф и фольклорист.

## Биография
Родился в 1858 году в булагатском улусе Закулей Унгинского ведомства Балаганского уезда Иркутской губернии (ныне село в Нукутском районе Иркутской области). С 1866 по 1869 год учился в начальных классах Балаганского инородческого училища. В 1871 году поступил в Иркутскую губернскую гимназию. Не завершив образования в гимназии, в 1873 году поступил в учительскую семинарию и в сентябре того же года был крещён и наречён Матфеем.
По окончании семинарии в июне 1876 года Хангалов получил звание учителя начального образования и был определён преподавателем в Кудинское инородческое приходское училище. Это был первый в Иркутской губернии выпуск народных учителей.
Во время учёбы в семинарии написал труд «Обряд теломытия у шаманов». Сочинение получило высокую оценку правителя дел Восточно-Сибирского отделения Русского географического общества (РГО) Н. Н. Агапитова, который преподавал педагогику в семинарии. В 1881 году Хангалов и Агапитов организуют экспедицию для изучения шаманства у предбайкальских, кудинских и балаганских бурят. Материалы экспедиции были изданы в «Известиях ВСОРГО» под названием «Материалы для изучения шаманства Сибири. Шаманство у бурят Иркутской губернии». Труд получил малую золотую медаль РГО.
В 1883 году Хангалов оставляет должность учителя. В 1888 году по рекомендации Г. Н. Потанина и Агапитова избирается действительным членом РГО. Изучает материальную и духовную культуру, юридические обычаи, семейный быт, общественный строй, шаманство и фольклор бурят, исследует археологические памятники Бурятии.
С 1889 по 1903 год Хангаловым было издано три сборника бурятского фольклора. Издания готовил Г. Н. Потанин.
В 1895 году был осуждён Иркутским губернским судом на 8 месяцев тюремного заключения по делу 1884 года.
С 1902 года работает заведующим и учителем Бильчирского приходского училища.
В 1902 году участвовал в приёме и проведении экспедиции французского академика этнографа Поля Лаббе. Хангалов и Лаббе совместно изучают шаманство унгинских бурят. В 1903 году получает от Министерства народного просвещения и изящных искусств Франции диплом о присвоении ему звания лауреата Французской академии.
В 1907 году при участии Д. А. Клеменца Хангалов устанавливает связи с Русским музеем в Санкт-Петербурге. Музей субсидирует полевые работы, приобретает коллекции. В 1908 году при помощи музея Хангалов смог поработать в Балаганском уезде, Нельхайском, Унгинском, Куйтунском, Аларском и Ныгдинском ведомствах. В 1908 году участвовал в подготовке съезда бурятских учителей. Значительную часть своих полевых материалов Хангалов передал в этнографический отдел Русского музея. Научная деятельность доходов не приносила и Хангалов пытался занять место сидельца в казённой винной лавке в Иркутске.
В 1913 году принимает участие в организации бурятского этнографического вечера в Иркутске, участвует в составлении и редактировании бурятско-русского букваря. Летом 1917 года по командировке Восточно-Сибирского отделения РГО провёл экспедиции по изучению шаманства в Цугольской и Шулундинской волостях Читинского уезда Забайкальской области и в Ангинской и Ленской волостях Верхоленского уезда Иркутской губернии. Продолжал преподавать в школе, научной деятельностью занимался по ночам.
Умер 17 февраля 1918 года в улусе Бильчир, ныне Осинского района Усть-Ордынского Бурятского округа Иркутской области.
Работы и коллекции Хангалова хранятся в Российском государственном этнографическом музее, в архиве Института востоковедения РАН, в Иркутском краеведческом музее, в Музее истории Бурятии.
К 100-летию со дня рождения и 40-летию со дня смерти Хангалова БКНИИ СО АН СССР издавал труды учёного в трёх томах. К 150-летию со дня рождения учёного трёхтомник был переиздан.

## Память
- Музей истории Бурятии в городе Улан-Удэ носит имя М. Н. Хангалова.
- Усть-Ордынская национальная библиотека с 1958 года носит имя М. Н. Хангалова.
- Дом-музей имени М. Н. Хангалова в селе Бильчир, Осинский район Усть-Ордынского Бурятского округа.

## Основные труды
- Балаганский сборник: сказки, поверья и некоторые обряды у северных бурят // Труды ВСОРГО. — Томск, 1903. — Т. 5.
- Бурятские сказки и поверья, собранные Н. М. Хангаловым, О. Н. Затопляевым и другими // Записки ВСОРГО по отделению этнографии. — Иркутск: Тип. К. И. Витковской, 1889. — Т. 1, вып. 1.
- Великий Гэсэр: бурятское сказание: вариант улигершина Пехона Петрова / поэт. пер. А. Преловского. — М.: Акад. поэзии. Моск. писатель, 1999.
- Девять священных бубнов: поэзия бурят. шаманства / пер. А. Преловского. — М.: Моск. парнас, 1999.
- Предания и поверья унгинских бурят: шаманские поверья инородцев Восточной Сибири. // Записки ВСОРГО по этнографии. — Иркутск: Тип. К. И. Витковской, 1890. — Т. 2, вып. 2.
- Сказание бурят, записанное разными собирателями // Записки ВСОРГО по этнографии. — Иркутск: Тип. К. И. Витковской, 1890. — Т. 1, вып. 2.
- Собрание сочинений: в 3 т. / Сиб. отд-ние АН СССР. Бурят. комплекс. науч.-исслед. ин-т; под ред. Г. Н. Румянцева. — Улан-Удэ: Бурят. кн. изд-во, 1958—1959.
- Юридические обычаи бурят // Этногр. обозрение. — 1894. − № 2.